# Chiến lược thời gian thực
Chiến lược thời gian thực (tiếng Anh là Real-time strategy; gọi tắt là RTS) là một thể loại trò chơi điện tử chiến lược mà người chơi không phải đi theo lượt như các trò chơi chiến lược theo lượt . Brett Sperry được cho là người đã tạo ra thể loại này cho thị trường với Dune II .
Trong một trò chơi RTS, như trong các trò chơi chiến tranh khác, các đơn vị và công trình sẽ tham gia vào một vị trí dưới sự kiểm soát của người chơi để bảo vệ các khu vực của bản đồ và/hoặc phá hủy tài sản của đối thủ. Trong một RTS điển hình, họ có thể tạo ra các đơn vị bổ sung và các công trình trong quá trình của trò chơi. Điều này thường được giới hạn bởi yêu cầu rộng nguồn lực tích lũy. Những tài nguyên này được giành bằng cách kiểm soát các điểm đặc biệt trên bản đồ và/hoặc sở hữu một số loại đơn vị và công trình dành cho mục đích này. Cụ thể hơn, các trò chơi điển hình của thể loại RTS có tính năng thu thập tài nguyên, xây dựng căn cứ, phát triển công nghệ trong trò chơi và kiểm soát gián tiếp các đơn vị .
Các nhiệm vụ người chơi phải thực hiện để thành công tại một trò chơi RTS là rất đa dạng, và giao diện người dùng phức tạp đã tiến hóa để đối phó với các thách thức. Một số tính năng đã được vay mượn từ môi trường máy tính để bàn, hầu hết là các kỹ thuật nổi bật của "nhấn và kéo" để chọn tất cả các đơn vị thuộc một khu vực nhất định. 
Mặc dù một số thể loại trò chơi chia sẻ ý tưởng và cách chơi tương tự như RTS, nhưng nói chung là không gộp vào các trò chơi RTS . Ví dụ, trò chơi xây dựng thành phố, mô phỏng xây dựng và quản lý, và các trò chơi chiến thuật thời gian thực khác nhau thường không được coi là chiến lược thời gian thực .

## Lịch sử

### Khởi đầu và các thế hệ đầu tiên
Các thể loại mà ngày nay được công nhận là "chiến lược thời gian thực" nổi lên như là kết quả của một thời gian dài của sự tiến hóa và tinh tế. Trò chơi mà ngày nay đôi khi được coi là tổ tiên của thể loại chiến thuật thời gian thực không bao giờ bán hoặc thiết kế như vậy tại thời điểm ban đầu. Kết quả là, việc chọn ra trò chơi "chiến lược thời gian thực đầu tiên" là một vấn đề bởi vì các trò chơi như vậy được tổ chức đạt tiêu chuẩn hiện đại. Các thể loại ban đầu được phát triển riêng tại Anh, Nhật Bản và Bắc Mỹ, sau đó dần dần kết hợp thành một định dạng thống nhất trên toàn thế giới.
Ít nhất một nguồn đã xem xét Intellivision Utopia của Don Daglow (1982) là trò chơi chiến lược thời gian thực đầu tiên . Trong Utopia, 2 người chơi sẽ xây dựng nguồn lực và thực hiện chiến đấu. Nó chứa thao tác trực tiếp chiến đấu phổ biến hiện nay trong đó người chơi có thể nắm quyền kiểm soát trực tiếp một chiếc thuyền PT và phải đánh chìm tàu đánh cá của đối thủ. Tuy nhiên, trò chơi lại dựa trên giao diện chiến lược theo lược, mặc dù mỗi được tính giờ . Một ví dụ khác cũng trong năm đó là Legionnaire trên hệ máy 8-bit Atari gia đình, được viết bởi Chris Crawford cho Avalon Hill. Trò chơi này đã tỏ ra ngược lại với Utopia, trong đó nó đưa ra phong cách chiến đấu dựa trên hệ thống chiến thuật thời gian thực với địa hình thay đổi và khái niệm giúp đỡ lẫn nhau nhưng không có bất kỳ hệ thống thu thập tài nguyên và nền kinh tế/khái niệm sản xuất. Kết quả là, trò chơi này có thể được coi là tiền thân đầu tiên của thể loại chiến thuật thời gian thực, hoặc thể loại RTT (real time tactics).
Ở Anh, thể loại này có thể được truy nguồn từ Stonkers bởi John Gibson, xuất bản năm 1983 bởi Imagine Software cho ZX Spectrum, và Nether Earth được công bố trên ZX Spectrum năm 1987. Tại Bắc Mỹ, trò chơi lâu đời nhất của thể loại này được công nhận là trò chơi lược thời gian thực bởi một số nguồn  là The Ancient Art of War (1984), được thiết kế bởi Evryware Dave và Barry Murry, nối tiếp bởi phần tiếp theo là The Ancient Art of War at Sea vào năm 1987, mặc dù Cytron Masters của Dani Bunten Berry (thuộc M.U.L.E nổi tiếng) (1982), được phát triển bởi Ozark Softscape và phát hành bởi SSI, cũng đã được coi là trò chơi đầu tiên của thể loại này 
.
Tại Nhật Bản, thể loại bắt đầu là có thể được truy nguồn từ Bokosuka Wars (1983), một trò chơi RPG chiến lược (hay "RPG mô phỏng") ; trò chơi xoay quanh việc người chơi dẫn đầu một đội quân trên chiến trường chống lại các lực lượng đối phương trong thời gian thực trong khi tuyển dụng/sinh sản binh sĩ trên đường đi, mà nó được coi là bởi Ray Barnholt của 1UP.com là nguyên mẫu đầu tiên của trò chơi chiến lược thời gian thực. Điều này dẫn đến một số trò chơi khác, kết hợp các yếu tố nhập vai và chiến lược thời gian thực, chẳng hạn như trò chơi nhập vai chiến thuật máy tính năm 1988 của Kure Software Koubou là First Queen và Silver Ghost, trong đó đặc trưng là ví dụ ban đầu của giao diện chỉ-và-nhấn, để điều khiển nhân vật bằng cách sử dụng con trỏ . Một tựa trò chơi khác cũng có các yếu tố chiến thuật thời gian thực là Gain Ground của Sega (1988), một trò chơi chiến lược-hành động liên quan đến sự chỉ đạo lính đi qua các màn chơi đầy rẫy quân đội của đối phương . Herzog của TechnoSoft được xem như là một tiền thân của thể loại chiến lược thời gian thực, là tiền thân của Herzog Zwei và hơi tương tự như trong tự nhiên, mặc dù khá nguyên thủy khi so sánh .
Scott Sharkey của 1UP xem xét Cytron Masters và các ví dụ khác thời gian thực trước Herzog Zwei là chiến thuật chứ không phải là chiến lược, do phần lớn đều thiếu khả năng để xây dựng đơn vị, quản lý tài nguyên. Trong Herzog Zwei, phát hành cho Sega Genesis trong năm 1989, là ví dụ sớm nhất của một trò chơi với tính năng thuộc định nghĩa hiện tại của chiến lược thời gian thực hiện đại . Trong Herzog Zwei, mặc dù người chơi chỉ kiểm soát một đơn vị, cách thức kiểm soát của nó đã báo trước cho cơ chế chỉ-và-nhấn của các trò chơi sau đó. Nó cũng giới thiệu nhiều quy ước của thể loại, bao gồm xây dựng đơn vị và quản lý tài nguyên, với sự kiểm soát và phá hủy các căn cứ được coi là một khía cạnh quan trọng của trò chơi, cũng như các khía cạnh kinh tế/sản xuất của các căn cứ đó.
Đáng chú ý cũng có các trò chơi đầu tiên như Mega Lo Mania bởi Sensible Software (1991) và Supremacy (còn gọi là Overlord-1990). Mặc dù cả hai thiếu sự kiểm soát trực tiếp các đơn vị quân đội, cả hai đều cung cấp việc kiểm soát đáng kể trong quản lý tài nguyên và các hệ thống kinh tế. Ngoài ra, Mega Lo Mania đã nâng cao cây công nghệ để xác định sức mạnh tấn công và phòng thủ. Một trò chơi đầu tiên khác (1988), Carrier Command bởi Realtime Games, liên quan đến phản ứng thời gian thực với các sự kiện trong game, yêu cầu quản lý tài nguyên và điều khiển phương tiện. Một trò chơi đầu tiên khác là Sim Ant của Maxis (1991) có thu thập tài nguyên, và điều khiển một đội quân tấn công bằng cách để họ đi theo một đơn vị dẫn đầu. Tuy nhiên, với việc phát hành của Dune II từ Westwood Studios (1992) thì chiến lược thời gian thực đã được công nhận như là một thể loại riêng biệt của trò chơi điện tử .

### 1992-1998: Sự hình thành
Mặc dù trò chơi chiến lược thời gian thực có một lịch sử phong phú, một số tựa game đã phục vụ để xác định cho sự nhận thức phổ biến của thể loại và mong đợi danh hiệu chiến lược thời gian thực hơn những game khác , đặc biệt là các trò chơi phát hành giữa năm 1992 và 1998 bởi Westwood Studios và Blizzard Entertainment. 
Dune II: The Building of a Dynasty (1992) của Westwood đặc trưng tất cả các khái niệm cốt lõi và cơ chế của trò chơi chiến lược thời gian thực hiện đại mà vẫn còn được sử dụng cho đến ngày nay , chẳng hạn như sử dụng chuột để di chuyển các đơn vị, và các khai khác tài nguyên, và như vậy đã từng là nguyên mẫu cho sau này của trò chơi chiến lược thời gian thực.
Sự thành công của Dune II khuyến khích một số trò chơi mà đã trở thành ảnh hưởng của riêng họ. Warcraft: Orcs & Humans (1994) đạt được sự nổi bật tuyệt vời khi phát hành, do một phần sử dụng của nó trong một khung cảnh tuyệt đẹp và cũng để mô tả một loạt các tòa nhà của nó (chẳng hạn như trang trại), xấp xỉ như một xã hội hư cấu, không chỉ là một lực lượng quân sự. Command & Conquer đã trở thành trò chơi RTS phổ biến đầu tiên sử dụng chế độ chơi mạng cạnh tranh. Command & Conquer, cũng như Command & Conquer: Red Alert, đã trở thành trò chơi RTS đầu tiên phổ biến nhất.
Total Annihilation phát hành bởi Cavedog Entertainment vào năm 1997, giới thiệu các đơn vị và địa hình 3D và tập trung vào trận đánh lớn mà nhấn mạnh macro hơn mirco. Nó có một giao diện sắp xếp hợp lý mà có thể đã ảnh hưởng nhiều đến các trò chơi RTS trong những năm sau đó. Age of Empires, phát hành bởi Ensemble Studios vào năm 1997 cố gắng đưa một trò chơi ở một tốc độ chậm hơn, kết hợp các yếu tố của Nền văn minh với khái niệm chiến lược thời gian thực bằng cách giới thiệu thời đại công nghệ. Năm 1998, Blizzard Entertainment phát hành trò chơi StarCraft, mà đã trở thành một hiện tượng quốc tế và vẫn còn được chơi ở các giải đấu chuyên nghiệp lớn cho đến ngày nay. Nói chung, tất cả các trò chơi định nghĩa các thể loại này đã cung cấp những điểm chuẩn mà dựa vào đó đã phân biệt thể loại với trò chơi chiến thuật thời gian thực.

### Lọc và chuyển đổi sang 3D
Thể loại chiến lược thời gian thực đã tương đối ổn định từ năm 1995. Bổ sung khái niệm của thể loại này trong các trò chơi mới hơn có xu hướng nhấn mạnh nhiều hơn các yếu tố RTS cơ bản (số lượng của các đơn vị tăng, nhiều loại đơn vị, bản đồ lớn hơn,.v.v...). Như một ví dụ mẫu mực của cách chơi được thanh lọc, Total Annihilation nổi tiếng của Cavedog Entertainment từ năm 1997 đã chưng cật cất các cốt lõi cơ bản của Command & Conquer, và lần đầu tiên giới thiệu các đơn vị và địa hình 3D trong game chiến lược thời gian thực. Ý tưởng của Age of Empires đã được tinh chế hơn nữa bởi Empire Earth của Stainless Steel Studios vào năm 2001. Loạt Cossacks: European Wars của GSC Game World's đã đưa thể loại theo một hướng khác nhau, mang giới hạn dân số lên đến hàng chục ngàn. 
Populous: The Beginning (1998), Jeff Wayne's The War of the Worlds (1998) và Homeworld (1999) cũng nằm trong số các game chiến lược thời gian thực 3D hoàn toàn đầu tiên xuất hiện. Homeworld là đáng chú ý ở chỗ nó đặc trưng một môi trường 3D trong không gian, do đó chuyển động theo mọi hướng , một tính năng mà phần bán-tiếp theo của nó, Homeworld Cataclysm (2000) tiếp tục xây dựng sau khi thêm các tính năng như điểm đến. Homeworld 2, phát hành năm 2003, sắp xếp hợp sự lý sự di chuyển 360° trong môi trường 3D. Hơn nữa, Machines, mà cũng được phát hành vào năm 1999 và có một môi trường gần 100% 3D, cố gắng kết hợp thể loại RTS với thể loại bắn súng góc nhìn thứ nhất (FPS) mặc dù nó không phải là một danh hiệu đặc biệt thành công. Các trò chơi này đã được theo sau trong một thời gian ngắn ở các trò chơi chiến lược thử nghiệm như Allegiance (2000). Jeff Wayne The War of the Worlds đáng chú ý ở chỗ là một trong số ít trò chơi RTS không tuyến tính. 
Đó là chỉ trong khoảng năm 2002 rằng chiến lược thời gian thực 3D trở thành tiêu chuẩn, với cả Warcraft III (2002) và Age of Mythology (2002) của Ensemble Studio được xây dựng trên một engine trò chơi 3D đầy đủ. Kohan: Immortal Sovereigns giới thiệu yếu tố cổ điển của trò chơi chiến tranh, chẳng hạn như đường cung cấp cho thể loại này. Battle Realms (2001) cũng là một game 3D đầy đủ, nhưng có hệ thống camera hạn chế.
Việc chuyển từ 2D sang 3D đã bị chỉ trích trong một số trường hợp. Các vấn đề với việc kiểm soát camera và vị trí của các đối tượng đã được trích dẫn cũng là vấn đề .
Vài thể loại tương đối đã nổi lên từ hoặc cạnh tranh với các trò chơi chiến lược thời gian thực, mặc dù chiến thuật thời gian thực, một thể loại tương tự bề ngoài, xuất hiện khoảng năm 1995. Năm 1998, Activision cố gắng kết hợp thể loại chiến lược thời gian thực và bắn súng góc nhìn thứ nhất trong Battlezone, trong khi năm 2002 Rage Games Limited cố gắng làm điều này với trò chơi Hostile Waters, và Natural Selection, một trò chơi chỉnh sửa dựa trên engine Half-Life. Savage: The Battle for Newerth kết hợp yếu tố RPG và RTS trong một trò chơi trực tuyến. 
.

### Chuyên biệt hóa và tiến hóa
Một vài trò chơi đã thử nghiệm với thiết kế bản đồ đa dạng hoá, trong đó phần lớn tiếp tục là 2 chiều, ngay cả trong engine 3D. Earth 2150 cho phép các đơn vị ở các đường hầm dưới lòng đất, có hiệu quả việc tạo ra một lớp bản đồ hai; bản đồ 3 lớp (quỹ đạo-mặt đất-ngầm) đã được giới thiệu trong Metal Fatigue. Ngoài ra, các đơn vị thậm chí có thể được vận chuyển đến các bản đồ hoàn toàn riêng biệt, với mỗi bản đồ có cửa sổ riêng của mình trong giao diện người dùng. Three Kingdoms: Fate of the Dragon (2001) đã đưa ra một mô hình đơn giản: các bản đồ chính có địa điểm mở rộng của riêng mình trên bản đồ. Trong các ví dụ này, tuy nhiên, lối chơi cơ bản là giống nhau dù là ở bất kể lớp bản đồ nào. Dragonshard (2005) nhấn mạnh bản đồ 2 lớp bằng cách đặt một trong hai tài nguyên chính của trò chơi trong mỗi bản đồ, làm cho việc thăm dò và kiểm soát của cả hai bản đồ đều cơ bản làcó giá trị.
Một số trò chơi, vay từ nguyên mẫu của thể loại chiến thuật thời gian thực (RTT), đã chuyển hướng tập trung nhiều hơn về chiến thuật và nhấn mạnh về quản lý tài nguyên, với các tựa game như Warhammer 40,000: Dawn of War (2004), Star Wars: Empire at War (2006), và Company of Heroes (2006) đã thay thế mô hình tập hợp nguồn tài nguyên truyền thống mà thay vào đó chỉ định đơn vị thu thập tài nguyên thu thập các nguồn lực được sử dụng để sản xuất nhiều đơn vị hoặc các tòa nhà, với một hệ thống kiểm soát-điểm chiến lược, nơi kiểm soát các điểm chiến lược dần dần điểm xây dựng/quân tiếp viện. Ground Control là trò chơi đầu tiên thay thế các đơn vị cá nhân với "đội". Những trò chơi khác thì di chuyển ra khỏi mô hình trò chơi chiến lược thời gian thực truyền thống với việc bổ sung các yếu tố từ thể loại khác. Một ví dụ là Sins of a Solar Empire, phát hành bởi Ironclad Games, trong đó pha trộn các yếu tố quy mô xây dựng đế chế giữa các vì sao quy mô lớn như Master of Orion với các yếu tố chiến lược thời gian thực.

### Danh sách các trò chơi RTS
Một vài trang web đã tạo ra danh sách của RTS hiện có sẵn cũng như các trò chơi từ quá khứ, bao gồm cả RTSGuru.com  và RTSC Games List.

## Cách chơi
Trong một trò chơi chiến lược thời gian thực điển hình, màn hình được chia thành một khu vực bản đồ hiển thị thế giới trò chơi và địa hình, đơn vị, và các tòa nhà, và giao diện lớp phủ có chứa lệnh và kiểm soát sản xuất và thường là một "radar" hoặc "minimap" tổng quan về toàn bộ bản đồ . Người chơi thường được cho một góc nhìn isometric của thế giới, hoặc tự do chuyển camera từ một địa điểm trên không với các game 3D hiện đại . Người chơi chủ yếu là di chuyển và ra lệnh trên màn hình với chuột, và cũng có thể sử dụng phím tắt.
Trong hầu hết các trò chơi chiến lược thời gian thực, đặc biệt là trò chơi người sớm nhất, gameplay nói chung là nhịp độ nhanh và đòi hỏi phản xạ rất nhanh chóng. Vì lý do này, số lượng của bạo lực trong một số trò chơi làm cho trò chơi RTS gần với trò chơi hành động về mặt lối chơi.
Gameplay nói chung bao gồm việc người chơi được định vị ở đâu đó trong bản đồ với một vài đơn vị hay công trình có khả năng xây dựng các đơn vị/công trình khác. Thông thường, nhưng không phải lúc nào, người chơi phải xây dựng công trình cụ thể để mở khóa các đơn vị nâng cao hơn trong cây công nghệ cao. Tuy nhiên, tất cả các trò chơi RTS yêu cầu người chơi xây dựng một đội quân (từ một đội nhỏ không quá 2 đơn vị hoặc lên đến hàng trăm đơn vị) và sử dụng chúng để tự vệ từ một hình thức ảo của biển người tấn công hoặc để loại trừ kẻ thù có căn cứ với năng lực sản xuất đơn vị của riêng họ.
Thu thập tài nguyên thường là trọng tâm chính của các trò chơi RTS, nhưng các tựa game khác của các thể loại cao hơn có liên quan đến các đơn vị được sử dụng như thế nào trong chiến đấu mà ví dụ cực đoan trong số đó là trò chơi của thể loại chiến thuật thời gian thực. Một số tựa game thì áp đặt một mức giới hạn quân số, mà đã trở thành chìa khóa chính của lới chối, có ý nghĩa nhấtt là StarCraft, trong khi các tựa game khác thì không có. 

### Quản lý vi mô và quản lý vĩ mô
Quản lý vi mô đề cập đến khi một người chơi chú ý hướng nhiều hơn đối với việc quản lý và bảo trì các đơn vị dơn lẻ của riêng họ và các nguồn lực. Điều này tạo ra một bầu không khí trong đó sự tương tác liên tục của người chơi là cần thiết. Mặt khác, quản lý vĩ mô đề cập đến khi một người chơi tập trung chỉ đạo hơn nữa đối với phát triển kinh tế và động cơ chiến lược quy mô lớn, cho phép thời gian để suy nghĩ và xem xét các giải pháp có thể. Quản lý vi mô thường liên quan đến việc sử dụng các chiến thuật chiến đấu. Quản lý vĩ mô thì lại có xu hướng nhìn về tương lai của trò chơi trong khi quản lý vi mô có xu hướng hiện tại.

### Sự chỉ trích về của lối chơi
Do tính chất nhịp độ chơi khá nhanh (và trong một số trường hợp, một đường cong học tập nhỏ hơn-ý nói rằng đạt đến mục tiêu trong thời gian rất ngắn), các trò chơi chiến lược thời gian thực đã vượt qua sự phổ biến của trò chơi máy tính chiến lược theo lượt . Trong quá khứ, một lời chỉ trích phổ biến đã cho rằng trò chơi chiến lược thời gian thực là "sự bắt chước rẻ tiền" của trò chơi chiến lược theo lượt, cho rằng trò chơi chiến lược thời gian thực có xu hướng phân cấp thành "click-fests"  trong đó người chơi với con chuột nhanh hơn thường giành chiến thắng, bởi vì họ có thể ra lệnh cho các đơn vị của mình với một tốc độ nhanh hơn. Các yêu cầu chung để thành công đó bao gồm không chỉ việc nhanh chóng nhấn mà còn có khả năng đưa ra quyết định với tốc độ âm thanh dưới áp lực thời gian. "Clickfest" cũng thường được lên dùng cùng với lời phê bình về "nút bấm giữ trẻ", trong đó chỉ ra rằng phần lớn thời gian của trò chơi thuộc thể loại này là dành thời gian chờ đợi hoặc là xem cho tới khi nút bấm sản xuất có thể được nhấp vào, hoặc nhanh chóng luân phiên giữa các đơn vị khác nhau và các tòa nhà cách nhấp vào nút tương ứng 
Một lời chỉ trích phổ biến thứ 3 là trò chơi chiến lược thời gian thực thường thoái hoá thành "rushes", khi mà người chơi cố gắng giành được lợi thế và sau đó đánh bại đối thủ trong trò chơi một cách nhanh cóng, trước khi phe đối lập có khả năng phản ứng thành công . Ví dụ, Command & Conquer gốc đã sinh ra chiến thuật "tank rush" hiện nay, khi mà các kết quả trận đấu thường được quyết định rất sớm bởi một người chơi đạt được một lợi thế ban đầu về tài nguyên và sản xuất số lượng lớn các đơn vị tương đối mạnh mẽ nhưng khá rẻ ném vào phe đối lập trước khi họ đã có thời gian để thiết lập phòng thủ hoặc sản xuất. Mặc dù chiến lược này bị chỉ trích vì khuyến khích dùng lực lượng áp đảo hơn chiến lược và chiến thuật, những người ủng hộ chiến lược này lập luận rằng họ chỉ đơn giản là tận dụng lợi thế của việc sử dụng chiến lược, và một số người cho rằng đó là một đại diện thực tế của chiến tranh. Một trong những phiên bản nổi tiếng nhất của "rush" là "Zergling rush" từ trò chơi chiến lược thời gian thực StarCraft; thực tế, thuật ngữ "zerging" đã trở thành đồng nghĩa với "rush" .
Một chỉ trích thứ 4 về thể loại RTS là tầm quan trọng của kỹ năng hơn chiến lược trong các trò chơi chiến lược thời gian thực. Đôi bàn tay khéo léo và khả năng đa nhiệm và chú ý phân chia của một người thường được coi là khía cạnh quan trọng nhất để thành công ở thể loại RTS. Theo Troy Dunniway, một nhân viên cũ của Westwood Studios làm việc với Command & Conquer 3: Tiberium Wars, "Người chơi điều khiển hàng trăm đơn vị, hàng chục tòa nhà và các sự kiện khác nhau mà tất cả xảy ra cùng một lúc. Chỉ có một người chơi, và họ chỉ có thể chú ý đến một điều cùng một lúc. Một người chơi chuyên nghiệp có thể chơi chuyển đổi một cách nhanh chóng giữa các tác vụ, trong khi nhiều game thủ chơi cho vui có vấn đề với điều này." 

### Chiến thuật so với chiến lược
Game chiến lược thời gian thực bị chỉ trích vì sự thừa cân nhắc về chiến thuật khi so sánh với số lượng lối chơi chiến lược được tìm thấy trong các trò chơi như vậy. Theo Chris Taylor, nhà thiết kế của Supreme Commander, ông nói, "Nỗ lực đầu tiên của tôi là hình dung RTS trong một cách mới và thú vị hơn tôi nhận ra rằng mặc dù chúng tôi gọi đây là thể loại 'Chiến lược thời gian thực', nó cần phải được gọi là 'Chiến thuật thời gian thực' với một dấu gạch ngang của chiến lược ném vào "  (Taylor sau đó thừa nhận trò chơi của mình là có vượt qua mốc này bằng cách bao gồm các yếu tố bổ sung về phạm vi chiến lược rộng lớn hơn.) 
Nói chung, chiến lược quân sự đề cập đến việc sử dụng một kho vũ khí rộng của vũ khí bao gồm ngoại giao, thông tin, quân sự, và kinh tế tài nguyên, trong khi chiến thuật quân sự thì quan tâm nhiều hơn với những mục tiêu ngắn hạn như chiến thắng một trận chiến đơn lẻ . Trong bối cảnh của trò chơi điện tử chiến lược, tuy nhiên, sự khác nhau thường là làm giảm các tiêu chuẩn hạn chế của sự hiện diện của một trong hai hay không có công trình và đơn vị sản xuất.
Trong một bài báo cho Gamasutra, Nathan Toronto chỉ trích các trò chơi chiến lược thời gian thực là quá thường xuyên chỉ có một định nghĩa giá trị của chiến thắng — tiêu hao — so sánh không thuận lợi khi so với trò chơi chiến thuật thời gian thực. Người chơi nhận thức rằng cách duy nhất để họ giành chiến thắng hay thua là quân sự làm cho họ khó có thể đáp ứng với những cử chỉ ngoại giao. Kết quả là người chiến thắng trong một game chiến thuật thời gian thực hiện quá thường xuyên các chiến thuật tốt nhất chứ không phải là chiến lược tốt nhất . Troy Goodfellow phản ứng lại bằng cách nói rằng vấn đề không phải là trò chơi chiến lược thời gian thực thiếu chiến lược (ông nói tiêu hao là một hình thức của chiến lược), mà là họ cũng thường có những chiến lược giống nhau: sản xuất nhanh hơn bạn tiêu thụ. Ông cũng nói rằng, xây dựng và quản lý quân đội là định nghĩa thông thường của chiến lược thời gian thực, và rằng đó là không công bằng để so sánh với các thể loại khác . 
Trong một bài báo cho GameSpy, Mark Walker chỉ trích trò chơi chiến lược thời gian thực thiếu chiến thuật chiến đấu, gợi ý rằng trò chơi chiến thuật thời gian thực là một thay thế thích hợp hơn . Ông cũng nói rằng các nhà phát triển cần phải bắt đầu tìm kiếm bên ngoài thể loại này về một ý tưởng mới để cho các trò chơi chiến lược tiếp tục thành công trong tương lai .

### Theo lượt so với thời gian thực
Một cuộc tranh cãi đã nổi lên giữa người hâm mộ của chiến lược thời gian thực và chiến thuật theo lượt (và các thể loại liên quan) dựa vào giá trị của thời gian thực và hệ thống theo lượt. Một số tựa game cố gắng kết hợp cả hai hệ thống: ví dụ, trò chơi nhập vai Fallout sử dụng chiến đấu theo lượt, và lối chơi thời gian thực, trong khi các trò chơi chiến lược thời gian thực Homeworld, Rise of Nations, và các trò chơi của loạt Total War cho phép người chơi tạm dừng trò chơi và ra lệnh. Ngoài ra, loạt Total War có một sự kết hợp của bản đồ chiến lược theo lượt, với bản đồ chiến đấu thời gian thực.

### Trò chơi chiến lược thời gian thực trên console
Trò chơi chiến thuật thời gian thực trên console bị chỉ trích vì hệ thống kiểm soát của chúng. Bàn phím và chuột trên máy tính cá nhân thường được coi là tốt hơn so với giao diện điều khiển của tay cầm. Điều này cũng tương tự như những lời chỉ trích cho các trò chơi bắn súng góc nhìn người thứ nhất (FPS) có giao diện điều khiển dựa trên tay cầm vì chuột máy tính đảm bảo một mức độ chính xác cao hơn của con trỏ hơn là tay cầm. Trò chơi RTS cho console nói chung nhận được thành công hỗn hợp . Tuy nhiên, Halo Wars, được phát hành trong năm 2009 cho Xbox 360 thu được tích cực đánh giá chung, đạt được điểm số trung bình 82% trên các trang web tổng hợp, và bán được hơn 1 triệu bản . Theo IGN, trò chơi thiếu các khái niệm RTS truyền thống là các nguồn tài nguyên giới hạn và thu thập tài nguyên và thiếu nhiều tòa nhà . 

## Đồ họa
Total Annihilation (1997) là trò chơi chiến lược thời gian thực đầu tiên để sử dụng đơn vị, địa hình, và vật lý 3D thật trong cả cách vẽ cả lẫn lối chơi. Ví dụ, tên lửa trong Total Annihilation di chuyển trong thời gian thực trong việc mô phỏng không gian 3D, và chúng có thể bỏ lỡ mục tiêu của bằng cách đi trên hoặc dưới nó. Tương tự, các đơn vị trang bị tên lửa ở Earth 2150 gặp một bất lợi nghiêm trọng khi đối thủ là trên mặt đất cao bởi vì các tên lửa thường bắn vào vách đá, ngay cả trong trường hợp khi kẻ tấn công là một máy bay trực thăng vũ trang bằng tên lửa. Homeworld và Warzone 2100 (cả hai đều phát hành năm 1999) nâng cao việc sử dụng môi trường 3D hoàn toàn trong các tựa game chiến lược thời gian thực. Trong trường hợp của Homeworld, trò chơi được đặt trong không gian, cung cấp một môi trường 3D duy nhất trong đó tất cả các đơn vị có thể di chuyển theo chiều dọc ngoài mặt phẳng nằm ngang. Tuy nhiên, toàn ngành công nghiệp chuyển đổi sang gần 3D đầy đủ là rất từ từ và hầu hết ở các tựa game chiến lược thời gian thực, bao gồm các phần tiếp theo của Command & Conquer, ban đầu sử dụng đồ họa 3D được thực hiện bởi các đoạn gạch 3D. Chỉ trong năm sau những trò chơi khác đã bắt đầu sử dụng đồ họa và lối chơi 3D thực, làm cho nó có thể xoay và xem các chiến trường trong thời gian thực. Spring là một ví dụ tốt về việc chuyển đổi từ mô phỏng bán 3D tới 3D đầy đủ. Nó là một dự án mô phỏng nguồn nhằm mục đích cung cấp kinh nghiệm lối chơi Total Annihilation ở 3 chiều.
Một trò chơi hiện đại chiến lược thời gian thực sử dụng một engine vật lý là Age of Empires III của Ensemble Studios, phát hành vào ngày 18 tháng 10 năm 2005 , sử dụng Havok Game Dynamics SDK để cúng cấp năng lượng cho cơ chế vật lý thời gian thực của nó. Company of Heroes là một game chiến lược thời gian thực sử dụng mô hình vật lý thực tế như là một phần của lối chơi, bao gồm một môi trường phá hủy đầy đủ 
.